# اورمانيجي (أديامان)
اورمانيجي (بالكردية: Alxan‏) (بالتركية: Ormaniçi)‏ هي قرية كرديّة تتبع إداريّاً لمديرية أديامان في محافظة أديامان التركية الواقعة في جنوب شرق الأناضول. وبلغ عدد سكانها 189 نسمة في عام 2021.